# Xiaopingyi (sockenhuvudort i Kina, Shanxi Sheng, lat 39,38, long 112,48)
Xiaopingyi är en sockenhuvudort i Kina. Den ligger i provinsen Shanxi, i den norra delen av landet, omkring 170 kilometer norr om provinshuvudstaden Taiyuan. Antalet invånare är 23 658. Befolkningen består av 11 212 kvinnor och 12 446 män. Barn under 15 år utgör 18,0 %, vuxna 15-64 år 74 %, och äldre över 65 år 7,0 %.
Runt Xiaopingyi är det ganska tätbefolkat, med 149 invånare per kvadratkilometer. Närmaste större samhälle är Dongshentou, 8,5 km öster om Xiaopingyi. Trakten runt Xiaopingyi består i huvudsak av gräsmarker.
Genomsnittlig årsnederbörd är 633 millimeter. Den regnigaste månaden är juli, med i genomsnitt 184 mm nederbörd, och den torraste är januari, med 3 mm nederbörd.